# Michelle Monaghan
Michelle Lynn Monaghan (Winthrop, Iowa; 23 de marzo de 1976), conocida internacionalmente como Michelle Monaghan, es una actriz estadounidense conocida por sus papeles en Misión imposible 3 y Misión imposible: Protocolo fantasma, Kiss Kiss Bang Bang, Gone Baby Gone, Made of Honor, The Heartbreak Kid, Eagle Eye, Source Code, True Detective y Pixels.

## Primeros años
Hija de Sharon Hamel, administradora de una guardería infantil ubicada en su misma casa, y de Bob Monaghan, que trabajaba en una fábrica y en una granja, nació el 23 de marzo de 1976 en Winthrop (Iowa) y tiene dos hermanos mayores: Bob y John, aunque su familia solía alojar a niños adoptados.
Estudió en el East Buchanan High School en 1994, donde fue la presidenta del curso y actuó en algunas obras de teatro. Tras graduarse, se mudó a Chicago para estudiar Periodismo en el Columbia College Chicago.
Con el fin de pagar la universidad, comenzó a trabajar como modelo en su país y en ciertos eventos europeos y asiáticos celebrados en Milán, Singapur, Tokio y Hong Kong. En 1999, abandonó la universidad en el último semestre y se trasladó a Nueva York para centrarse a tiempo completo en su carrera de modelo, donde apareció en varias revistas y catálogos antes de hacer su debut como actriz.

## Carrera
Sus primeras notables apariciones, a través de pequeños papeles, fueron en episodios de Young Americans (en el que apareció dos veces) y Law & Order: Special Victims Unit en 2001. Hizo su primer papel importante con el personaje Henrietta en la película Perfume (2001). Esta, fue seguida de otro pequeño papel en Unfaithful en 2002.
Saltó a la fama en 2002, cuando coprotagonizó la serie de televisión Boston Public interpretando el papel de Kimberly Woods. Después de ser la estrella invitada en una temporada, regresó al cine, apareciendo en It Runs in the Family en 2003, Winter Solstice en 2004, además de Constantine como Ellie, y Kiss Kiss Bang Bang en 2005.
Con una altura de 1.70 m, ojos color avellana, andar elegante y aspecto glamoroso, aunque la actriz no se ha dedicado al modelaje, su imagen la ha hecho merecedora de estar en portadas de varias revistas de moda como Diez Minutos, ¡Hola! y Cuore.

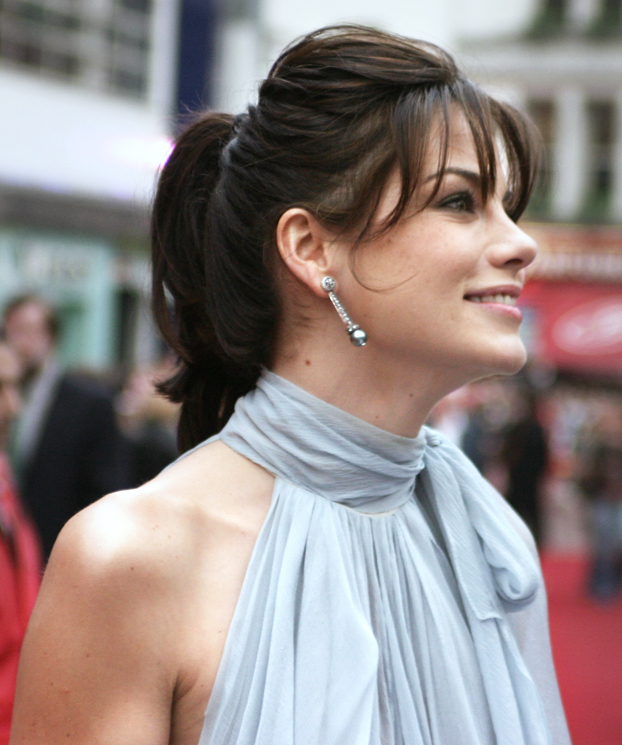
Monaghan en la premier de Misión imposible 3 en abril de 2006

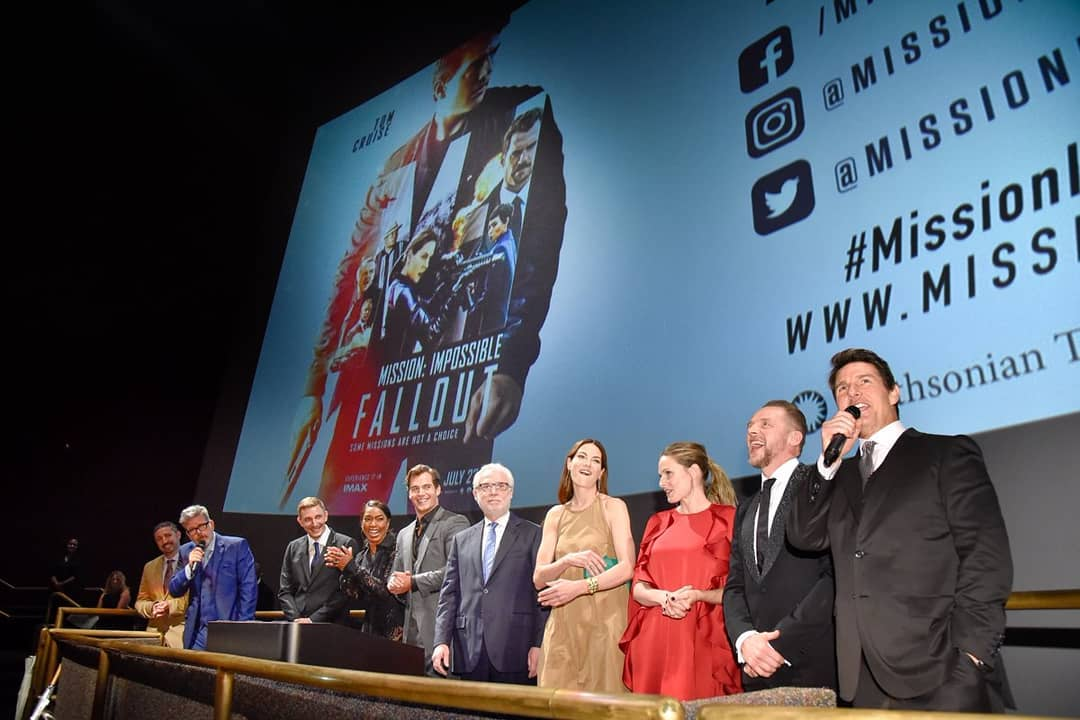
Tom Cruise,Christopher McQuarrie, Rebecca Ferguson, Simon Pegg, Michelle Monaghan, Henry Cavill, Angela Bassett, Frederick Schmidt y Wolf Blitzer en el estreno de Mission: Impossible - Fallout.

## Vida privada
Conoció al artista gráfico Peter White en una fiesta en 2000, con quien contrajo matrimonio en Sídney en agosto de 2005. Actualmente viven en Nueva York con su primera hija, Willow Katherine White (nacida el 5 de noviembre de 2008) y su hijo Tommy Francis White (nacido el 30 de octubre de 2013).

## Filmografía
De acuerdo con el sitio especializado IMDb la carrera de Monaghan frente a las cámaras comenzó con su participación como actriz de reparto en dos de los capítulos de la serie televisiva Young Americans, siendo su primera aparición en la pantalla grande en la película Perfume de 2001 como actriz secundaria.

### Películas
| Año  | Película                             | Personaje                 | Notas              |
| ---- | ------------------------------------ | ------------------------- | ------------------ |
| 2001 | Perfume                              | Penny                     |                    |
| 2002 | Unfaithful                           | Lindsay                   |                    |
| 2003 | It Runs in the Family                | Peg Maloney               |                    |
| 2004 | The Bourne Supremacy                 | Kim                       |                    |
| 2004 | Winter Solstice                      | Stacey                    |                    |
| 2005 | North Country                        | Sherry                    |                    |
| 2005 | Sr. y Sra. Smith                     | Gwen                      |                    |
| 2005 | Kiss Kiss, Bang Bang                 | Harmony Faith Lane        |                    |
| 2005 | Constantine                          | Ellie                     |                    |
| 2006 | Misión imposible 3                   | Julia Meade               |                    |
| 2007 | Gone Baby Gone                       | Angie Gennaro             |                    |
| 2007 | The Heartbreak Kid                   | Miranda                   |                    |
| 2008 | Eagle Eye                            | Rachel Holloman           |                    |
| 2008 | Made of Honor                        | Hannah                    |                    |
| 2008 | Trucker                              | Diane Ford                | También productora |
| 2010 | Due Date                             | Sarah Highman             |                    |
| 2010 | Somewhere                            | Rebecca                   |                    |
| 2011 | Misión imposible: Protocolo fantasma | Julia Meade               |                    |
| 2011 | Source Code                          | Christina Warren          |                    |
| 2011 | Machine Gun Preacher                 | Lynn Childers             |                    |
| 2012 | Tomorrow You're Gone                 | Florence Jane             |                    |
| 2013 | Penthouse North                      | Sara Frost                |                    |
| 2013 | Gus                                  | Andie                     |                    |
| 2014 | The Best of Me                       | Amanda Collier-Reynolds   |                    |
| 2014 | Playing It Cool                      | Her                       |                    |
| 2014 | Fort Bliss                           | Maggie Swann              |                    |
| 2014 | Better Living Through Chemistry      | Kara Varney               |                    |
| 2014 | Justice League: War                  | Diana Prince/Wonder Woman | Voz                |
| 2015 | Pixels                               | Violet Van Patten         |                    |
| 2015 | Open                                 | Grace                     | Telefilme          |
| 2016 | Patriots Day                         | Carol Saunders            |                    |
| 2017 | Sleepless                            | Bryant                    |                    |
| 2018 | Mission: Impossible - Fallout        | Julia Meade-Hunt          |                    |
| 2019 | Sólo la verdad (Saint Judy)          | Judy Wood                 |                    |
| 2020 | The Craft: Legacy                    | Helen Schechner           |                    |
| 2021 | Every Breath You Take                | Grace                     |                    |
| 2022 | Nanny                                | Amy                       |                    |
| 2022 | Black Site                           | Abigail “Abby” Trent      |                    |
| 2023 | Blood                                | Jess                      |                    |
| 2023 | Spinning Gold                        | Beth Bogart               |                    |
| 2023 | The Family Plan                      | Jessica Morgan            |                    |
| 2024 | MaXXXine                             | Detective Williams        |                    |
| 2025 | Misión imposible: Sentencia final    | Julia Meade-Hunt          | Cameo              |
| TBA  | Easy's Waltz                         |                           |                    |

### Series de televisión
| Año       | Serie                             | Personaje               | Notas                           |
| --------- | --------------------------------- | ----------------------- | ------------------------------- |
| 2000      | Young American                    | Caroline Busse          | 2 episodios                     |
| 2001      | Law & Order: Special Victims Unit | Dana Kimble             | Episodio: "Consent"             |
| 2002      | Hack                              | Stacy Kumble            | Episodio: "Favors"              |
| 2002-2003 | Boston Public                     | Kimberly Woods          | 8 episodios                     |
| 2013      | American Dad!                     | Gina                    | Episodio: "Max Jets"            |
| 2014      | True Detective                    | Maggie Hart             | 8 episodios                     |
| 2015      | Kittens in a Cage                 | Marjorie                | Episodio: "She More Reprobatey" |
| 2016-2018 | The Path                          | Sarah Lane              | Protagonista                    |
| 2020      | Messiah                           | Eva Geller, Oficial CIA | Protagonista                    |
| 2022      | Echoes                            | Leni y Gina O'Neill     | Protagonista                    |
| 2024      | Bad Monkey                        | Bonnie Witt             | Protagonista                    |
| 2025      | The White Lotus                   | Jaclyn Lemon            | Protagonista                    |